# 2014 FIFAワールドカップ・予選
本項では2014 FIFAワールドカップの予選について述べる。
FIFAに加盟している208の国・地域（2011年時点）のうち、参加辞退のブータン・グアム・モーリタニア、国際サッカー連盟（FIFA）から資格停止処分を受けていたブルネイを除く204の国・地域（開催国ブラジルを含む）がエントリーし（前回大会と同数）、後に棄権したモーリシャスを除いた参加国数の203は過去最多で、初めて200を上回った。 なお、シリアはアジア2次予選を勝ち抜いていたが、その後のアジア3次予選開始前に、出場資格のない選手を出場させていたとして失格になった。
本大会出場チームは32チーム。開催国のブラジルは予選を免除される。2006年大会および2010年大会と同様、前回優勝国の予選免除は行われない。よって31チームが予選により選出される。

## 予選形式
予選をよりよい時期に行えるようにするため、以前に比べ6ヶ月ほど早く抽選を行うものとされた。2011年7月30日にブラジル・リオデジャネイロで抽選が行われた。
大陸連盟別の出場枠は以下の通り。前回（2010年）大会の予選との違いは、開催国枠がアフリカから南米に移ったのみである。UEFA・CAFは連盟内で予選が完結する一方、他の4連盟から進出した各1チームは大陸間プレーオフにより出場枠を競う。大陸間プレーオフの組み合わせは抽選によって決められる。
|                            |            |              |                |                |
| 大陸連盟                   | 参加チーム | 本大会出場枠 | 予選開始日     | 予選終了日     |
| アジア (AFC）              | 43         | 4.5          | 2011年6月29日  | 2013年9月10日  |
| アフリカ (CAF）            | 51         | 5            | 2011年11月11日 | 2013年11月19日 |
| 北中米カリブ海 (CONCACAF） | 35         | 3.5          | 2011年6月15日  | 2013年10月15日 |
| 南米 (CONMEBOL）           | 9+1        | 4.5+1        | 2011年10月7日  | 2013年10月15日 |
| オセアニア (OFC）          | 11         | 0.5          | 2011年11月22日 | 2013年3月26日  |
| 欧州 (UEFA）               | 53         | 13           | 2012年9月7日   | 2013年11月19日 |
| 合計                       | 202+1      | 31+1         | 2011年6月15日  | 2013年11月19日 |

※南米の「+1」は開催国枠（ブラジル）

## アジア予選
AFC出場枠 : 4.5
当初アジアサッカー連盟(AFC)は「予選は前大会と同じ方式を採用する」と表明していたものの、その後「2010年大会が終了するまで方式は正式決定できない」こと、および「2011年半ば以降に予選を実施する」ことを告知した。
最終的に1次予選と2次予選は前回と少し方法を変え、1次予選にはランキング下位16チームが、2次予選には1次予選を勝ち抜いたチームと3次予選にシードされた5チーム以外が参加する形となった。1次予選、2次予選の組み合わせ抽選は2011年3月30日にマレーシア・クアラルンプールで行われた。3次予選以降は前回と同様で、3次予選はシード5チームと2次予選勝者15チームの計20チームを5組に分け、各組上位2チームが4次予選（最終予選）に進出。4次予選は3次予選通過10チームを2組に分け、各組上位2チームが本大会出場権を獲得。各組3位チーム同士で5次予選（プレーオフ）を行い、勝者が大陸間プレーオフに進出する。
本大会出場決定チーム
- イラン（A組1位）
- 韓国（A組2位）
- 日本（B組1位）
- オーストラリア（B組2位）

大陸間プレーオフ進出チーム
- ヨルダン（B組3位） 
  - 大陸間プレーオフで敗退（詳細は後述）。

## アフリカ予選
CAF出場枠 : 5
予選形式は2010年大会予選のものから大幅に変更された。まずFIFAランキング下位チームによる1次予選を行い、2次予選は1次予選勝者12チームとシードの28チームが4チームずつ10組に分かれてグループリーグを行う。2次予選1位の10チームが3次予選（最終予選）に進出し、10チームを5組に分けホーム・アンド・アウェーの一発勝負の方式で行い、その勝者が本大会出場権を獲得する。
本大会出場決定チーム
- コートジボワール
- ナイジェリア
- カメルーン
- ガーナ
- アルジェリア

## 北中米カリブ海予選
CONCACAF出場枠 : 3.5
まず、FIFAランキング下位の10チームで予備予選を行い、その勝者5チームとランキング7位から25位までの19チームを4チームずつ6組に分け1次予選を行う。1次予選各組1位の6チームとランキング上位6チームの12チームを3組に分けて2次予選を行い、上位2チームが3次予選（最終予選）に進出。3次予選は6チーム総当たりで行い、上位3チームが本大会出場権を獲得。4位のチームは大陸間プレーオフに進出する。
なお、2010年5月北中米カリブ海サッカー連盟(CONCACAF)は予選方式の変更案として、「予備予選＋3回のグループリーグ」の方式で行う方法を示した。この場合最終予選は2組に分け、各組1位が本大会出場権獲得、2位同士でプレーオフを行い勝者が本大会出場権獲得、敗者が大陸間プレーオフ進出とされたが、この方法は用いられないこととなった。
本大会出場決定チーム
- アメリカ合衆国（1位）
- コスタリカ（2位）
- ホンジュラス（3位）

大陸間プレーオフ進出チーム
- メキシコ（4位）
  - 大陸間プレーオフで勝利し本大会出場決定(詳細は後述)。

## 南米予選
CONMEBOL出場枠 : 4.5 +  ブラジル（開催国）
ブラジル以外の9チームによる総当たり戦を実施し、上位4チームが本大会出場権を獲得。5位のチームは大陸間プレーオフに出場する。
本大会出場決定チーム
- アルゼンチン（1位）
- コロンビア（2位）
- チリ（3位）
- エクアドル（4位）

大陸間プレーオフ進出チーム
- ウルグアイ（5位）
  - 大陸間プレーオフで勝利し本大会出場決定(詳細は後述)。

## オセアニア予選
OFC出場枠 : 0.5
当初、1次予選はニューカレドニアのヌメアで行われる、2011 パシフィックゲームズが兼ねる ものとされていたが、2011年6月に方式が変更され、別途試合を実施することとした。
1次予選・2次予選はOFCネイションズカップ2012を兼ねる形となり、1次予選はその予選大会、2次予選は本大会との兼用となった。1次予選はランキング下位の4チームによる1回戦総当たりのリーグ戦で1位のチームが2次予選に進出。2次予選はシード7チームに1次予選1位のチームの8チームを2組に分け、上位2チームが3次予選に進出。3次予選は4チームがホーム・アンド・アウェーの総当たり戦を行い、1位のチームが大陸間プレーオフに進出する。
大陸間プレーオフ進出チーム
- ニュージーランド（1位）
  - 大陸間プレーオフで敗退(詳細は後述)。

## ヨーロッパ予選
UEFA出場枠 : 13
予選形式は2010年大会予選と同じで、9グループに分けての総当たり戦を行い、各グループ1位チームが本大会出場権を獲得、各グループ2位チーム（成績最下位の1チームを除いた8チーム）でプレーオフが行われる。なお、2位チームの成績を比較する際、5チームの組と6チームの組があるため、6チームの組の場合は最下位の成績を除外した上でプレーオフ進出チームを決める。
本大会出場決定チーム
- ベルギー（A組1位）
- イタリア（B組1位）
- ドイツ（C組1位）
- オランダ（D組1位）
- スイス（E組1位）
- ロシア（F組1位）
- ボスニア・ヘルツェゴビナ（G組1位）
- イングランド（H組1位）
- スペイン（I組1位）
- クロアチア（A組2位、プレーオフ勝者）
- ポルトガル（F組2位、同上）
- ギリシャ（G組2位、同上）
- フランス（I組2位、同上）

## 大陸間プレーオフ
アジア地区第5代表、北中米カリブ海地区第4代表、南米地区第5代表、オセアニア地区代表の4チームにより競われる。これら4チームの組み合わせの抽選も、上述の2011年7月30日の予選組み合わせ抽選会にて行われた。
本大会出場決定チーム
- ウルグアイ（CONMEBOL 5位、対戦国 = AFC 第5代表 ヨルダン）
- メキシコ（CONCACAF 5位、対戦国 = OFC 代表 ニュージーランド）